# Tid för hämnd (roman)
Tid för hämnd (originaltitel Licence to Kill) är den nionde romanen av John Gardner om Ian Flemings hemlige agent, James Bond. Den utkom första gången 1989, och är den första Bond-boken sedan 1983 som översattes till svenska. 
Romanen bygger på manuset till Bond-filmen Tid för hämnd, som skrevs av Richard Maibaum och Michael G. Wilson. Det är den första filmen sedan Moonraker som blev adapterad till romanform.

## Handling
Bonds vän och kollega, Felix Leiter, före detta CIA-agent, numera DEA-agent, lyckas fånga in knarkkungen Franz Sanchez. Men Sanchez rymmer, skadar Leiter svårt och dödar Leiters nyblivna fru. När MI6 inte tänker anstränga sig för att ta fast Sanchez, dödar den kollega som hjälpte Sanchez fly och stjäl pengar av Sanchez för att sätta efter honom. När M försöker hindra honom begär Bond avsked.

## Karaktärer (i urval)
- James Bond
- Pam Bouvier
- Franz Sanchez
- M
- Q
- Miss Moneypenny
- Felix Leiter
- Della Leiter
- Killifer
- Dario
- Milton Krest

## Övrigt
- Vid adaptionen av manuset till filmen Tid för hämnd ställdes John Gardner inför ett par stora utmaningar: i filmerna är Bond fortfarande Commander, inte Captain (se Win, lose or die), och filmen har lånat friskt från flera Fleming-romaner, vilket bland annat har gjort att Milton Krest som förekommer i Flemings novell Hildebrandrariteten och dör i slutet av den novellen, i den här boken är vid liv igen - utan kommentar. Och i boken Leva och låta dö kastas Bonds vän och kollega Felix Leiter till hajarna. Här råkar Leiter ut för precis samma skador - och lämnas till och med samma meddelande ("Han mådde illa av nånting som åt honom!")! Det sammanträffandet omnämns, men läsaren förväntas att acceptera det.